# Dunavarsány
Dunavarsány est une ville et une commune du comitat de Pest en Hongrie.

## Jumelages
- Gemmingen (Allemagne) depuis 1999
- Slavec (Slovaquie) depuis 2002
- Chetfalva (Ukraine) depuis 2007